# Russell L. Ciochon
Russell Lynn Ciochon (* 11. März 1948 in Altadena, Kalifornien) ist ein US-amerikanischer Paläoanthropologe und Primatologe. Er erforscht zum einen die Besiedelung Südostasiens durch Homo erectus vor rund 1,6 Millionen Jahren, zum anderen die Evolution der anatomischen Merkmale – speziell der Zähne – dort fossil überlieferter, früher Menschenartiger aus den Epochen zwischen Eozän und Pleistozän. Russell L. Ciochon ist Professor am Fachbereich Anthropologie der University of Iowa.

## Forschung
Russell L. Ciochon erwarb 1971 den Bachelor-Abschluss und 1974 den Magister-Abschluss im Fach Anthropologie an der University of California, Berkeley. 1986 folgte in Berkeley, ebenfalls im Fach Anthropologie, der Doktor-Grad (Ph.D.). Seine Dissertation hatte den Titel The cercopithecoid forelimb: Anatomical implications for the evolution of African Plio-Pleistocene species. Von 1978 bis 1981 war er als Lecturer an der University of North Carolina at Charlotte tätig. Es folgten Aufenthalte als wissenschaftlicher Mitarbeiter in Berkeley (1982 bis 1985) und an der Stony Brook University in New York (1985/86) sowie an der University of Arizona in Tucson (1987). Seit 1987 lehrt und forscht er an der University of Iowa in Iowa City, zunächst als Assistant Professor und seit 1996 als Professor. Zugleich ist er seit 1996 Professor am Fachbereich Kinderzahnheilkunde der Zahnklinik der University of Iowa. 2005 wurde er zum Fellow der American Association for the Advancement of Science gewählt.
Bereits Mitte der 1970er-Jahre war Ciochon in Myanmar (damals: Burma) wiederholt mit Feldforschung zur Rekonstruktion der Stammesgeschichte eozäner und miozäner Affen befasst. Zugleich befasste er sich aber auch mit vergleichenden anatomischen Studien über die Vorfahren der Gattung Homo. Besonderes Augenmerk galt über Jahrzehnte hinweg dem Zusammenhang zwischen Nahrungsaufnahme und anatomischen Anpassungen der Gattung Gigantopithecus.
Zwischen 2008 und 2010 leitete Russell L. Ciochon, 80 Jahre nach ihrer Entdeckung, eine erneute Grabung am Fundort der als Homo soloensis bezeichneten Fossilien von Homo erectus im Osten der Insel Java in der Flussterrasse des Solo.

## Schriften (Auswahl)
Bücher
- mit Brunetto Chiarelli (Hrsg.): Evolutionary Biology of the New World Monkeys and Continental Drift. Springer, Boston, MA, 1980, ISBN 978-1-4684-3766-9.
- als Herausgeber: New Interpretations of Ape and Human Ancestry. Springer Science+Business Media, New York 1983, ISBN 978-1-4684-8856-2.
- mit John G. Fleagle (Hrsg.): Primate Evolution and Human Origins. Aldine de Gruyter, New York 1987, ISBN 0-202-01175-5.
- mit John Olsen und Jamie James: Warum mußte Giganto sterben? Auf der Suche nach dem Riesenaffen aus prähistorischer Zeit. Georg Westermann Verlag, Braunschweig 1992, ISBN 3-07-509600-8.
- mit Richard A. Nisbett: The Primate Anthology. Essays on Primate Behavior, Ecology and Conservation from Natural History. Pearson, 1997, ISBN 978-0136138457
- mit John G. Fleagle: The Human Evolution Source Book. 2. Auflage. Routledge, 2003, ISBN 978-0130329813.
- mit Noel T. Boaz: Dragon Bone Hill: An Ice-Age Saga of Homo erectus. Oxford University Press, New York 2004, ISBN 0-19-515291-3.
- mit Robert Jurmain, Lynn Kilgore und Wenda Trevathan: Introduction to Physical Anthropology. 14. Auflage. Wadsworth Publishing, 2013, ISBN 978-1285062037.

Fachartikel
- mit Jamie James: The Power of Pagan. In: Archaeology. Band 45, Nr. 5, 1992, S. 34–41, JSTOR:41766158
- Russell L. Ciochon et al.: Dated co-occurrence of Homo erectus and Gigantopithecus from Tham Khuyen Cave, Vietnam. In: PNAS. Band 93, Nr. 7, 1996, S. 3016–3020, Volltext (PDF).
- mit E. Arthur Bettis III: Asian Homo erectus converges in time. In: Nature. Band 458, 2009, S. 153–154, doi:10.1038/458153a.
- The mystery ape of Pleistocene Asia. In: Nature. Band 459, 2009, S. 910–911, doi:10.1038/459910a.
- mit Jason J. Head, Gregg F. Gunnell, Patricia A. Holroyd und J. Howard Hutchison: Giant lizards occupied herbivorous mammalian ecospace during the Paleogene greenhouse in Southeast Asia. In: Proceedings of the Royal Society B. Band 280, Nr. 1763, 2013, 20130665, doi:10.1098/rspb.2013.0665.

## Belege
1. ↑  AAAS: Elected Fellows in 2005.
2. ↑   Ba Maw, Russell L. Ciochon und Donald E. Savage: Late Eocene of Burma yields earliest anthropoid primate, Pondaungia cotteri. In: Nature. Band 282, 1979, S. 65–67, doi:10.1038/282065a0.
3. ↑   Francis Clark Howell, Sherwood L. Washburn und Russell L. Ciochon: Relationship of Australopithecus and Homo. In: Journal of Human Evolution. Band 7, Nr. 2, 1978, S. 127–131, doi: 10.1016/S0047-2484(78)80004-9.
4. ↑   Russell L. Ciochon: Gigantopithecus: The King of All Apes. In: Animal Kingdom. Band 91, Nr. 2, 1988, S. 32–39.
5. ↑   R. L. Ciochon, D. R. Piperno und R. G. Thompson: Opal phytoliths found on the teeth of the extinct ape Gigantopithecus blacki: implications for paleodietary studies. In: PNAS. Band 87, Nr. 20, 1990, S. 8120–8124, doi:10.1073/pnas.87.20.8120.
6. ↑  Notes from an excavation. Russell L. Ciochon and his team are in Indonesia investigating the geological source and age of one of the world's biggest caches of Homo erectus. Auf:  nature.com vom 28. Juli 2010.
Wenner-Gren Foundation über die Forschungs am Fluss Solo. (Memento vom 9. Februar 2018 im Internet Archive) Auf: wennergren.org, Stand: 2009.

| Personendaten    | Personendaten                                                |
| ---------------- | ------------------------------------------------------------ |
| NAME             | Ciochon, Russell L.                                          |
| ALTERNATIVNAMEN  | Ciochon, Russell; Ciochon, Russell Lynn (vollständiger Name) |
| KURZBESCHREIBUNG | US-amerikanischer Paläontologe                               |
| GEBURTSDATUM     | 11. März 1948                                                |
| GEBURTSORT       | Altadena, Kalifornien                                        |